# Bushy Mush
Bushy Mush é um documentário português de Carlos Coelho da Silva de 2007.

## Sinopse
Durante a realização do Campeonato do Mundo de Bigodes e Barbas, na Inglaterra, são selecionados quatro protagonistas (e as respetivas caras metade), dos trezentos participantes internacionais, que nos mostram neste documentário o que é o culto do bigode.

## Elenco
- Ana Anes - jornalista
- Conceição Lino - narradora